# Freies Netz Süd

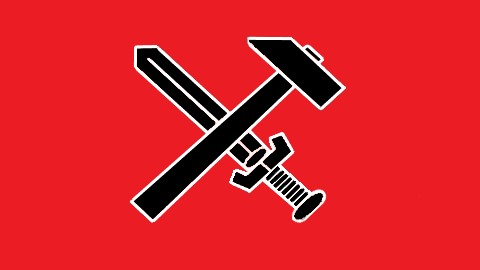
Neugestaltung der Freies Netz Süd Flagge in ihren Märschen verwendet

Das Freie Netz Süd (FNS) war eine Ersatzorganisation der verbotenen Vereinigung Fränkische Aktionsfront (F.A.F.). Es existierte von 2009 bis zum Verbot am 23. Juli 2014 und war der mit etwa 20 rechtsextremen freien Kameradschaften größter neonazistischer Dachverband in Bayern mit dem Schwerpunkt in Franken.
Die neonazistische Minoritätenpartei Der III. Weg wurde laut Bundesamt für Verfassungsschutz unter maßgeblicher Beteiligung ehemaliger NPD-Funktionäre und Aktivisten des Freien Netz Süd gegründet.

## Ursprung
Das Netzwerk entstand nach dem gescheiterten Versuch, den als gemäßigt geltenden Vorstand der bayerischen NPD durch „Nationale Sozialisten“ zu ersetzen, und stand dabei in offener Opposition zur Parteistruktur der NPD. Einige der führenden Aktivisten waren Führungspersonen der 2004 verbotenen Fränkischen Aktionsfront (FAF).
Das FNS präsentierte sich nicht als Dachorganisation, sondern als Internet-Informationsplattform. Die Internetseite enthielt Terminübersichten und Informationsmaterial, bot aber auch DVDs, Bekleidung und  Accessoires für die rechte Szene an. Das Netzwerk trat auch als Veranstalter rechtsextremer Demonstrationen auf.
Das FNS versuchte, das Thema Kapitalismuskritik zu besetzen. So stellten sie die am 1. Mai 2009 als Konkurrenz zur NPD-Maidemonstration veranstaltete Demonstration unter das Thema Massenarbeitslosigkeit überwinden – Kapitalismus zerschlagen.
Laut der Antifaschistischen Informations-, Dokumentations- und Archivstelle München gab es fast wöchentlich Aktionen, Flugblattverteilungen, Kundgebungen und Kleindemonstrationen. Jährlich beteiligte sich das FNS an zwei Großveranstaltungen, darunter an einer Demonstration am 1. Mai und einem Rechtsrock-Open-Air zum Frankentag. Zudem gab es nicht öffentliche Treffen, wie z. B. Schulungsveranstaltungen. Auch die Anti-Antifa Arbeit gehörte zu den Aktivitäten des FNS.
Zu den führenden Köpfen gehörten Matthias Fischer (Fürth), Tony Gentsch (Oberprex/Regnitzlosau) und Norman Kempken (Nürnberg). Endstation Rechts Bayern berichtete, dass Gentschs Familie den Gasthof Restaurant zum Egerländer in Oberprex erworben hätte und es dort bereits Veranstaltungen des Freien Netz Süd und der Hammerskins gegeben habe. Das Grundstück samt Wohn- und Wirtschaftsgebäude wurde mit dem Vereinsverbot beschlagnahmt und zugunsten Bayerns eingezogen.
2009 gründeten FNS-Mitglieder die ausländerfeindliche Bürgerinitiative Soziales Fürth (BiSF).
Das FNS unterhielt auch Kontakte zu anderen rechtsextremen Organisationen und Parteien im Ausland, wie zum Beispiel der neonazistischen griechischen Partei Chrysi Avgi.
Im April 2012 sprachen sich alle in den Bayerischen Landtag gewählten Parteien für ein Verbot des FNS aus.
Im Sommer 2012 wollten Mitglieder des FNS in Nürnberg-Langwasser einen Schulungs- und Veranstaltungsort etablieren. Zudem sollte dort ein Bürgerbüro des Nürnberger Stadtrates der rechtsextremen Bürgerinitiative Ausländerstopp, Sebastian Schmaus, eingerichtet werden. Dies war jedoch zunächst aufgrund einer Intervention durch die Bauordnungsbehörde gescheitert. Auch in München arbeitet das FNS mit der Bürgerinitiative zusammen.
Im Juli 2013 durchsuchte die Polizei mit 700 Beamten Wohnungen und Geschäftsräume von Mitgliedern des Netzes. Es wurden Computer, Datenträger, Propagandamaterial und einige Waffen beschlagnahmt.

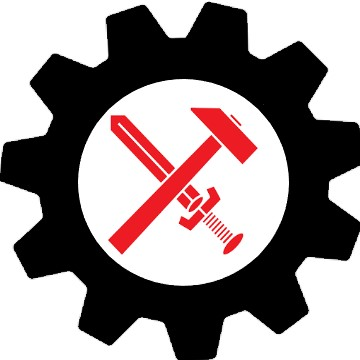
Von der Gruppe verwendetes Emblem

Im August 2013 sagte die Gemeinde Roden (Ansbach) ein geplantes Festival unter dem Namen Europa erwacht ab, das Mitglieder des Netzwerks organisieren wollten.

## Verbot
Am 23. Juli 2014 verbot das Bayerische Staatsministerium des Innern das FNS. Damit einhergehend wurde auch Vermögen Dritter beschlagnahmt und eingezogen, mit dem die verfassungsfeindlichen Bestrebungen des FNS vorsätzlich gefördert wurden. Dies betraf zum einen das Grundstück Oberprex 47 in Regnitzlosau und zum anderen Gegenstände des Final Resistance Versandes. Der Versand unterstützte das FNS von diesem Anwesen aus, indem er Agitations- und Propagandamaterial zur Verfügung stellte und durch den Erlös Aktionen finanzierte. Der Versand war seit Ende 2013 von den beiden führenden FNS-Aktivisten Matthias Fischer und Tony Gentsch in Form einer Gesellschaft bürgerlichen Rechts betrieben worden. Das Verbot gilt jedoch nicht für die einzelnen Gruppen und Kameradschaften, die im FNS organisiert waren.
Gegen das Verbot klagten 41 am FNS Beteiligte vor dem Bayerischen  Verwaltungsgerichtshof mit dem Argument, dass der FNS kein Verein sei, ein Vereinsverbot damit unzulässig sei; eine mündliche Verhandlung fand am 13. Oktober 2015 statt, am Termin nahmen von den Klägern nur Norman Kempken und Tony Gentsch teil. Der Verwaltungsgerichtshof wies diese Klage mit Urteil vom 20. Oktober 2015 ab.
Bereits Ende September 2013 jedoch wurde die neonazistische Kleinpartei Der III. Weg gegründet, deren Symbole bereits von FNS-Aktivisten verwendet wurden und die nach dem Verbot des FNS, das nach Einschätzung Thomas Witzgalls von Endstation Rechts zuletzt nur noch „eine leere Hülle gewesen sei“, von dessen Anhängern als Plattform für weitere Aktivitäten genutzt werden kann.